# Despietat país de les meravelles i la Fi del Món
Despietat país de les meravelles i la Fi del Món (世界の終りとハードボイルド・ワンダーランド, Sekai no owari to hādo-boirudo wandārando) és una novel·la de l'escriptor japonès Haruki Murakami publicada originalment l'any 1985.
La primera edició catalana aparegué el novembre del 2009, publicada per Editorial Empúries.

## Argument
Discorrent en el terreny de la irrealitat i el subconscient, la novel·la es construeix a partir de dues línies narratives paral·leles que finalment acaben convergint. En l'una, assistim a una guerra d'informació entre dues societats en un Tòquio estrany i anacrònic; en l'altra, ens endinsem en un món fosc i obscur en el qual els personatges no tenen ombra, ni ment, ni capacitat de somiar.
Els capítols senars tenen lloc al País de les meravelles. El narrador és un calcutec, un processador de dades encriptades humà, que ha estat entrenat per fer servir el subconscient com una clau de xifrat. Els calcutecs treballen per al Sistema (que governa oficialment la societat), a diferència dels criminals semiotecs, que treballen per a la Factoria. La relació entre els dos grups és simple: el Sistema protegeix les dades mentre que el semiotecs les roben. El narrador completa un treball per a un misteriós científic, que està treballant en recerques obscures, entre les quals la reducció de so, en un laboratori ocult del sistema de clavegueram de Tòquio.
Els capítols parells relaten la història d'un nouvingut a la Fi del Món. L'àmbit és una estranya Ciutat aïllada i envoltada per una paret perfecta i impenetrable, la Muralla. Només hi ha una entrada a aquesta ciutat i està vigilada pel Guarda, que impedeix la sortida dels qui hi entren. El narrador es troba en procés de ser acceptat a la ciutat. La seva ombra li ha estat llevada, requisit per a poder entrar a la ciutat; aquesta ombra viu al recinte de les ombres, just a l'entrada de la ciutat, està vigilada pel Guarda de la porta, i no s'espera que sobrevisqui a l'hivern, ja que les ombres tallades moren al cap d'un temps. Els residents de la ciutat no poden tenir ombra, fet que sembla associat a no tenir ment. Al narrador se li assigna el treball de Lector de Somnis: un procés en realitat destinat a eliminar traces de la ment dels residents a la Ciutat. Va a la biblioteca totes les tardes, i, assistit per la Bibliotecària, aprèn a llegir els somnis dels cranis dels unicorns. Aquestes bèsties han acceptat passivament el seu paper, que es basa a pasturar als boscos i prats de la ciutat durant el dia, i a la nit sortir-ne per a anar dormir fora, on moltes moren de fred durant l'hivern.
Les dues línies argumentals convergeixen, explorant conceptes de la consciència, el subconscient i la identitat.

## Altres obres de l'autor
- Tòquio blues
- Kafka a la platja
- 1Q84
- El noi sense color i els seus anys de pelegrinatge